# Terranova (Quebradillas)
Terranova es un barrio ubicado en el municipio de Quebradillas en el estado libre asociado de Puerto Rico. En el Censo de 2010 tenía una población de 3102 habitantes y una densidad poblacional de 402,18 personas por km².

## Geografía
Terranova se encuentra ubicado en las coordenadas 18°29′21″N 66°56′17″O / 18.48917, -66.93806. Según la Oficina del Censo de los Estados Unidos, Terranova tiene una superficie total de 7.71 km², de la cual 6.24 km² corresponden a tierra firme y (19.11%) 1.47 km² es agua.

## Demografía
Según el censo de 2010, había 3102 personas residiendo en Terranova. La densidad de población era de 402,18 hab./km². De los 3102 habitantes, Terranova estaba compuesto por el 89.17% blancos, el 3.71% eran afroamericanos, el 0.16% eran amerindios, el 0.13% eran asiáticos, el 4.9% eran de otras razas y el 1.93% pertenecían a dos o más razas. Del total de la población el 98.68% eran hispanos o latinos de cualquier raza.